# Corbillard

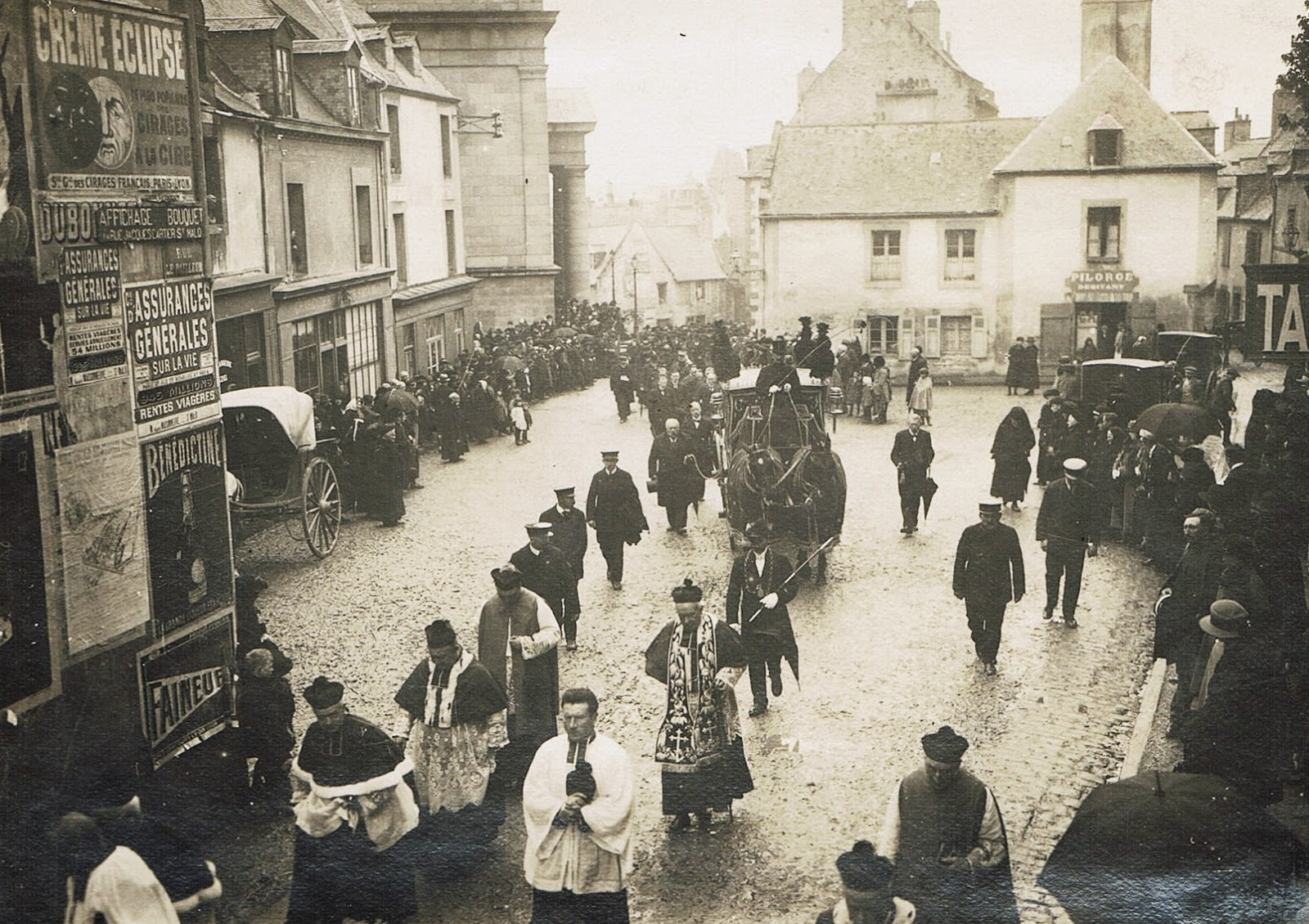
Les funérailles de l'académicien Louis Duchesne le 2 mai 1922 à Saint-Servan-sur-Mer (aujourd'hui Saint-Malo, France).

Un corbillard ou fourgon funéraire est un véhicule servant à transporter les morts entre le lieu de la mise en bière et le lieu de la cérémonie funéraire, puis le lieu d'inhumation ou de crémation.

Longtemps véhicule hippomobile, le corbillard est maintenant, dans la grande majorité des cas, un véhicule automobile. Dans les pays occidentaux les corbillards sont généralement gris ou noirs.

## Étymologie
Au Moyen Âge, des bateaux à fond plat faisaient la navette entre Paris et Corbeil pour apporter des denrées et des matériaux de construction. Ils étaient appelés corbeillards. Lors de la grande épidémie de peste, ces bateaux servirent à évacuer les morts et le terme resta associé aux véhicules funéraires.

## Corbillard ancien
Le corbillard ancien pouvait être, selon la taille des communes ou des paroisses, et en fonction de l'importance du rituel funéraire, soit une simple charrette à bras, poussée ou tirée par des hommes, soit un véhicule plus important, à quatre roues, avec un baldaquin plus ou moins orné, tiré par un ou plusieurs chevaux. Dans les pays occidentaux, le corbillard était peint en noir, couleur du deuil, avec éventuellement des ornements blancs (croix, larmes, etc.), argentés ou dorés. Le corbillard et les ornements blancs étaient parfois utilisés pour les jeunes enfants. Pour les véhicules automobiles actuels la tendance est de remplacer le noir par un gris foncé.

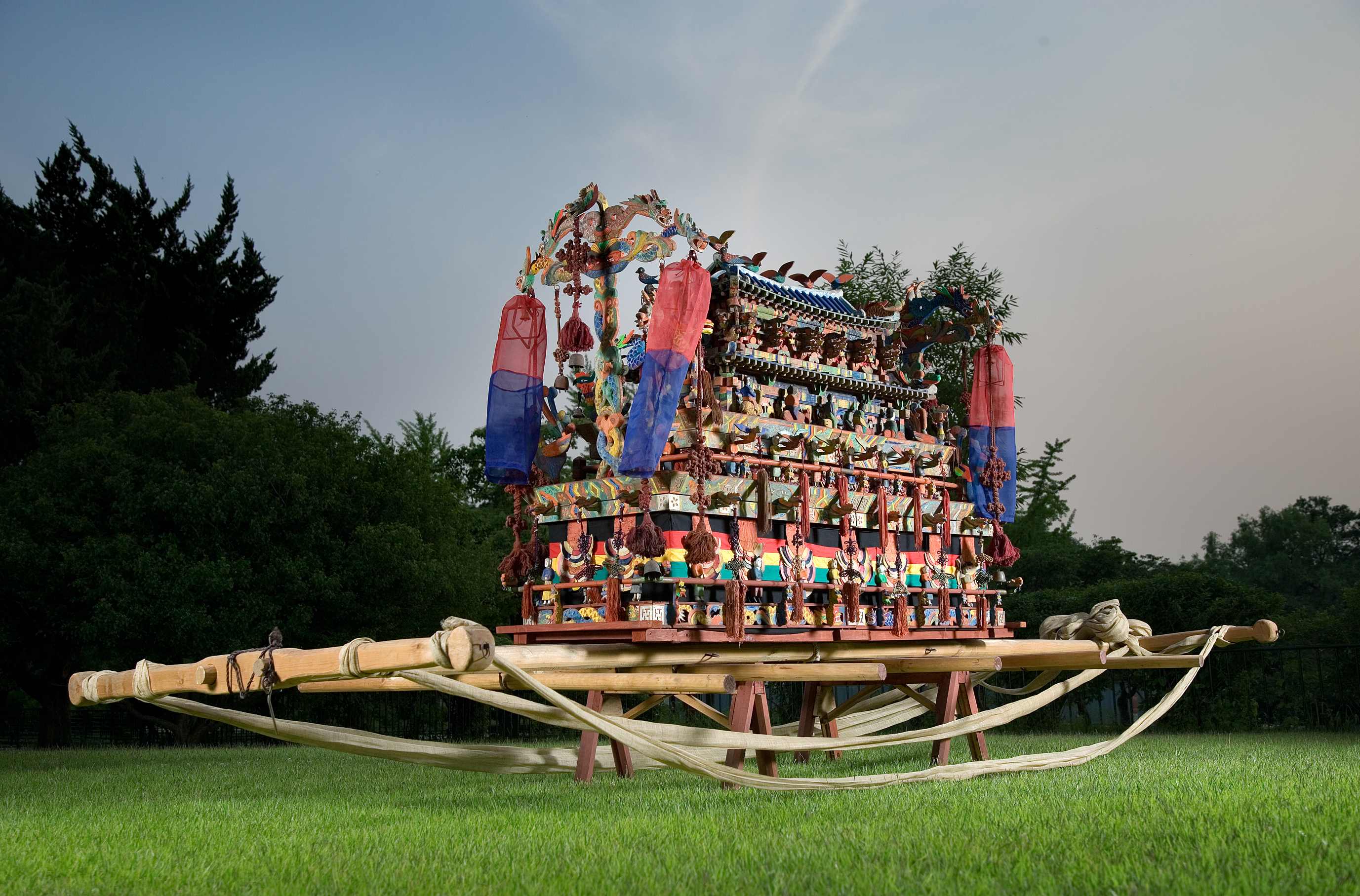
Corbillard de Choi Pil-ju, Corée, 1856
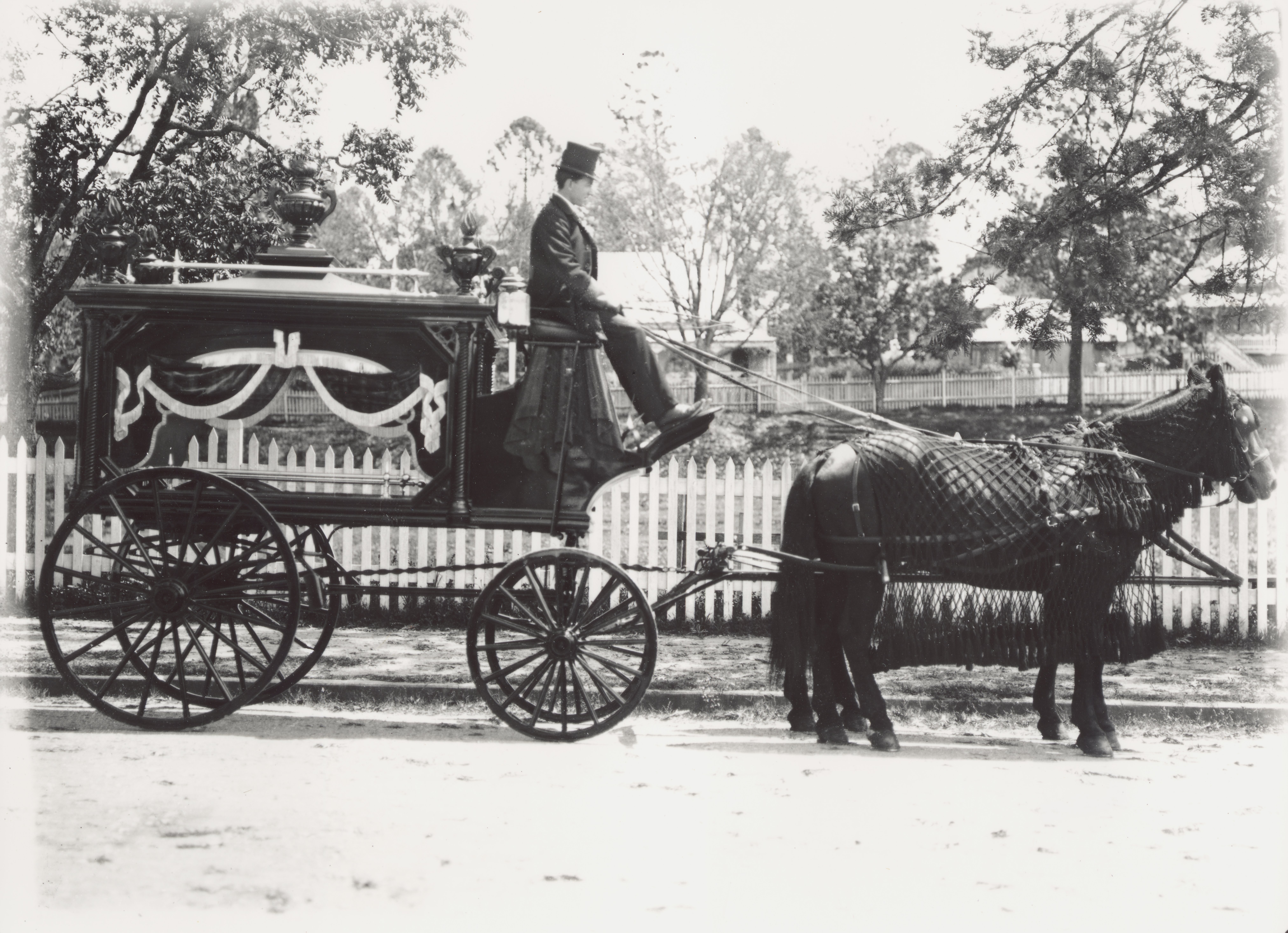
Le corbillard traditionnel (vers 1900, Queensland).
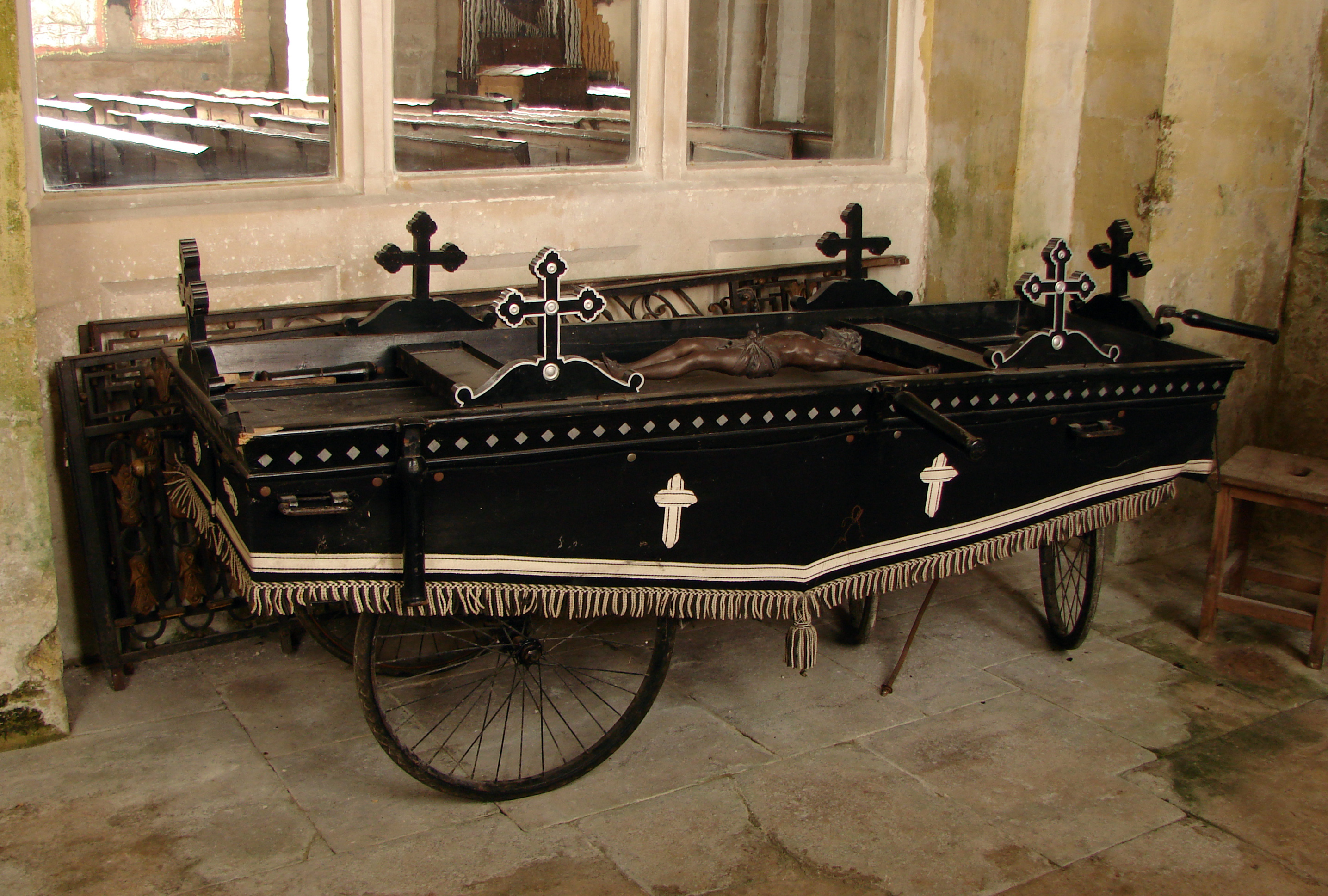
Corbillard ancien (église d'Arc-en-Barrois, France.
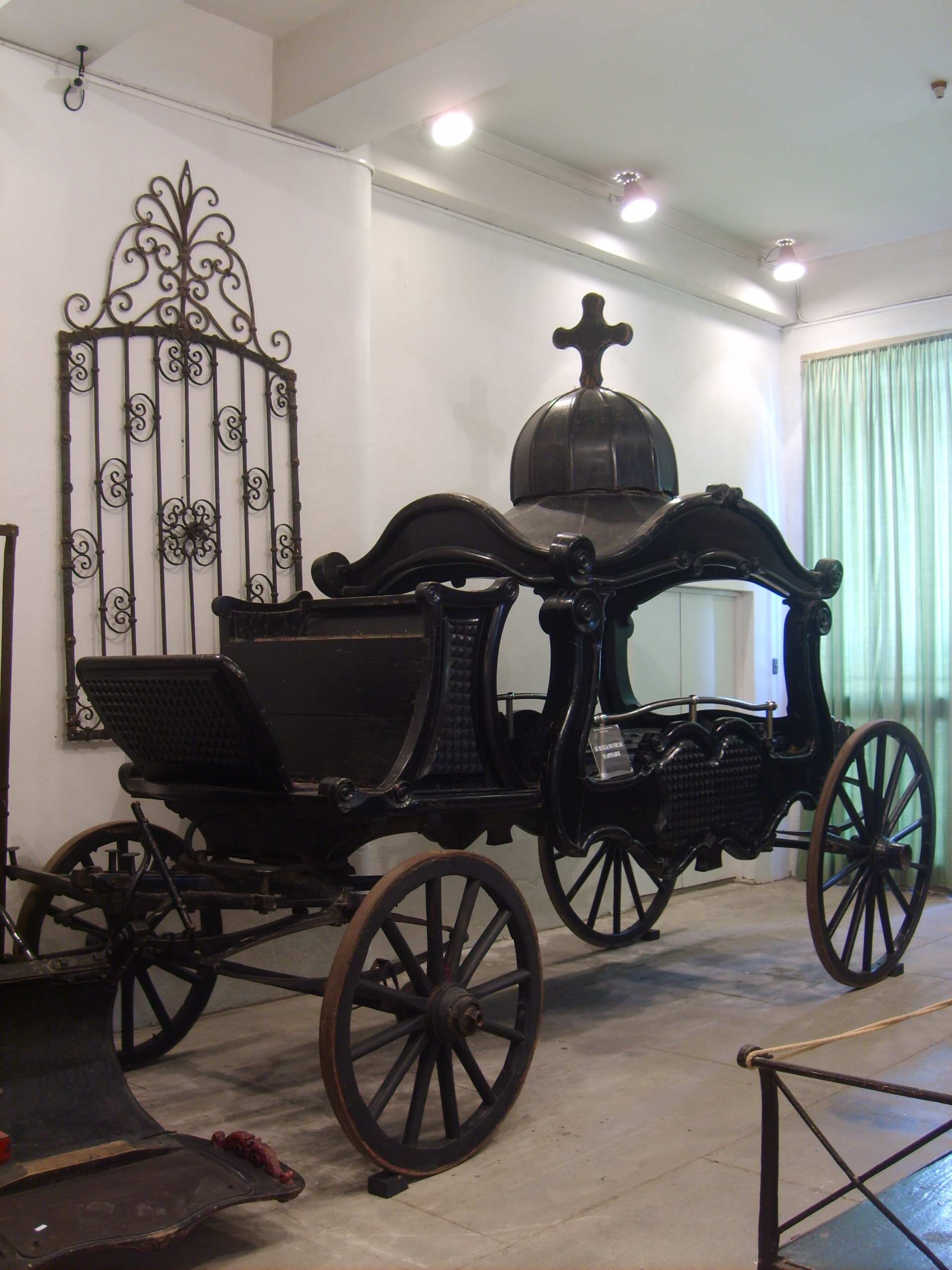
Musée del Carmen, Maipú, Chili.
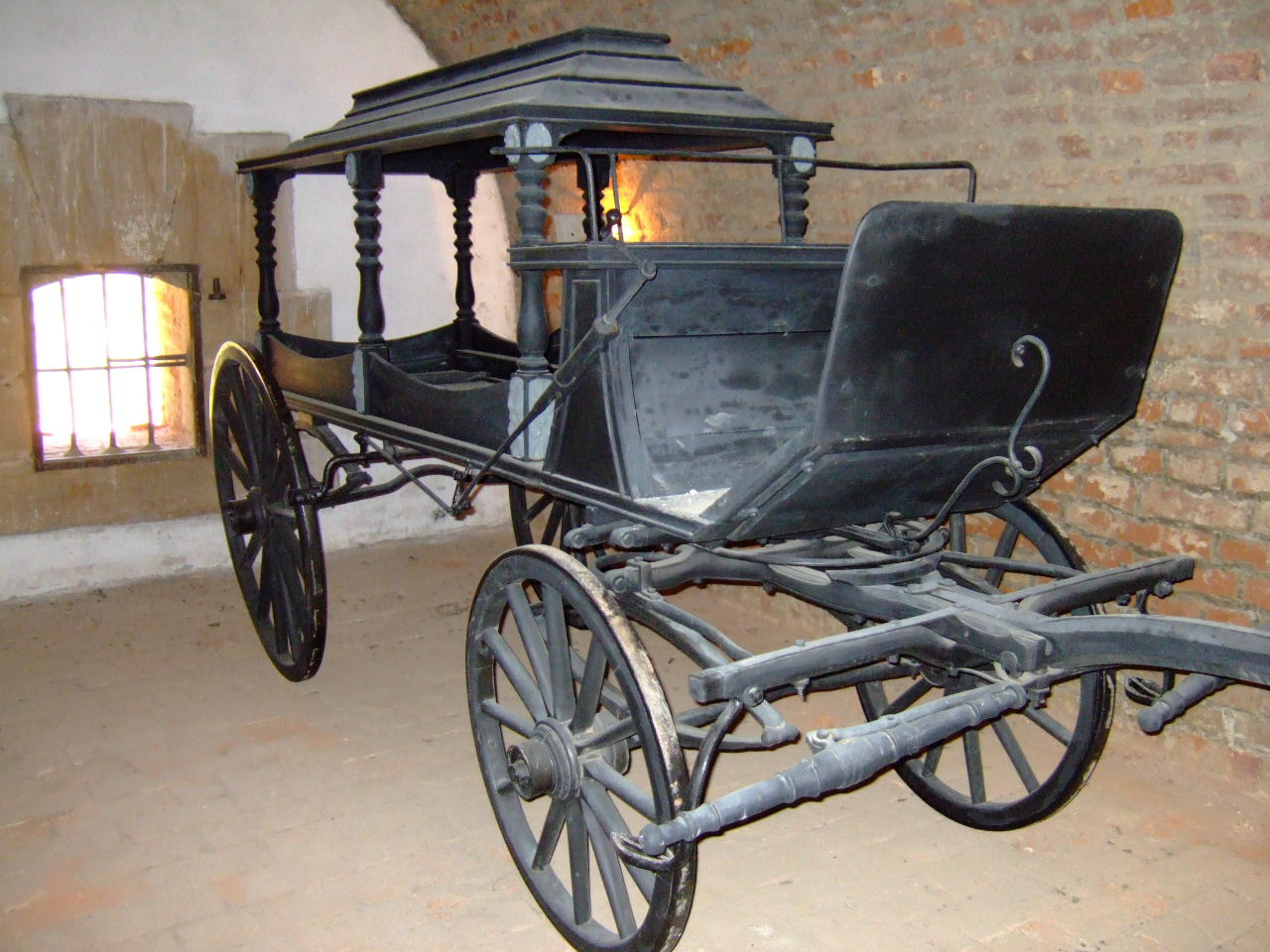
Corbillard juif, Camp de concentration de Theresienstadt, Terezín, République tchèque.
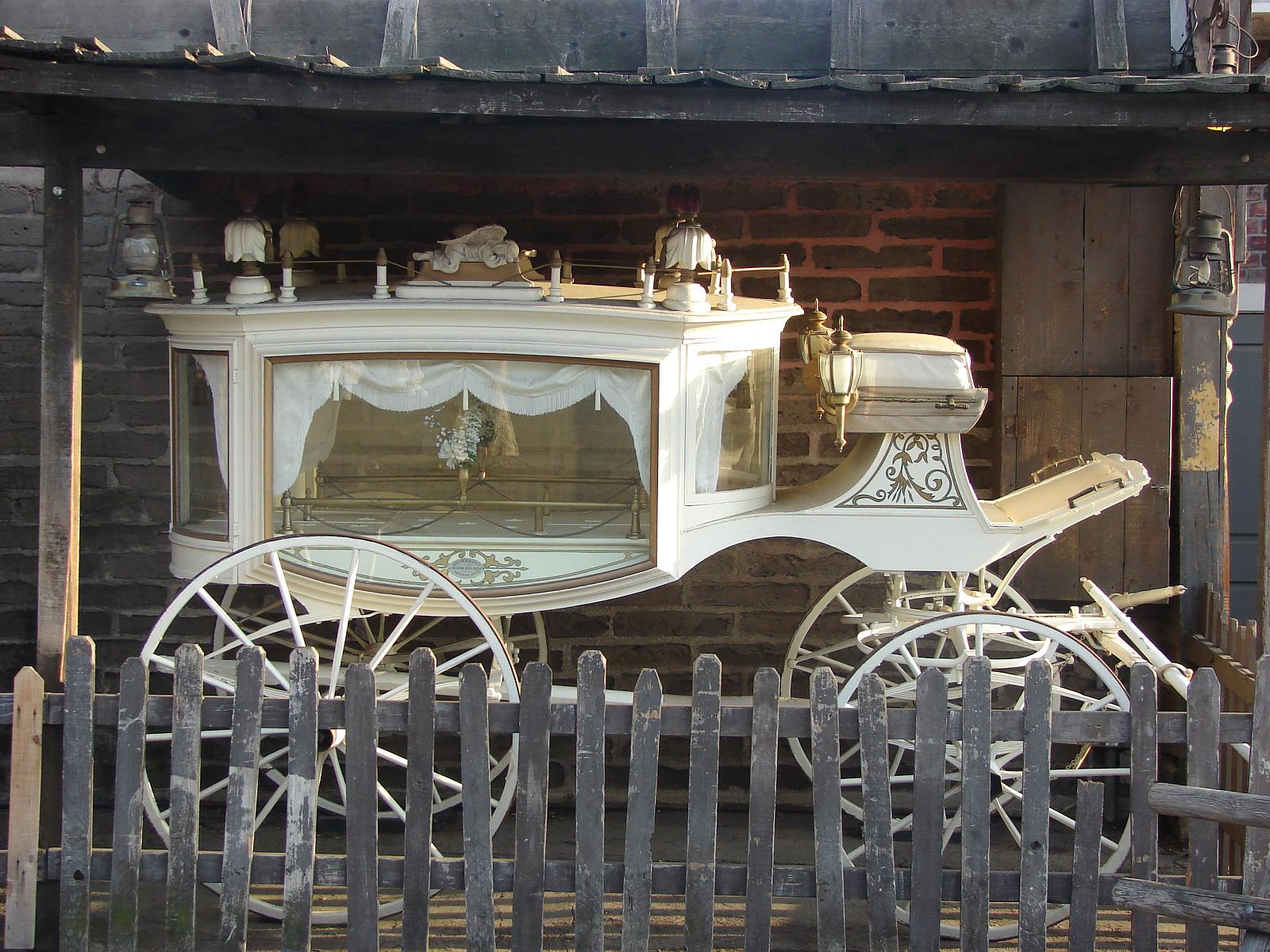
Corbillard blanc, USA.
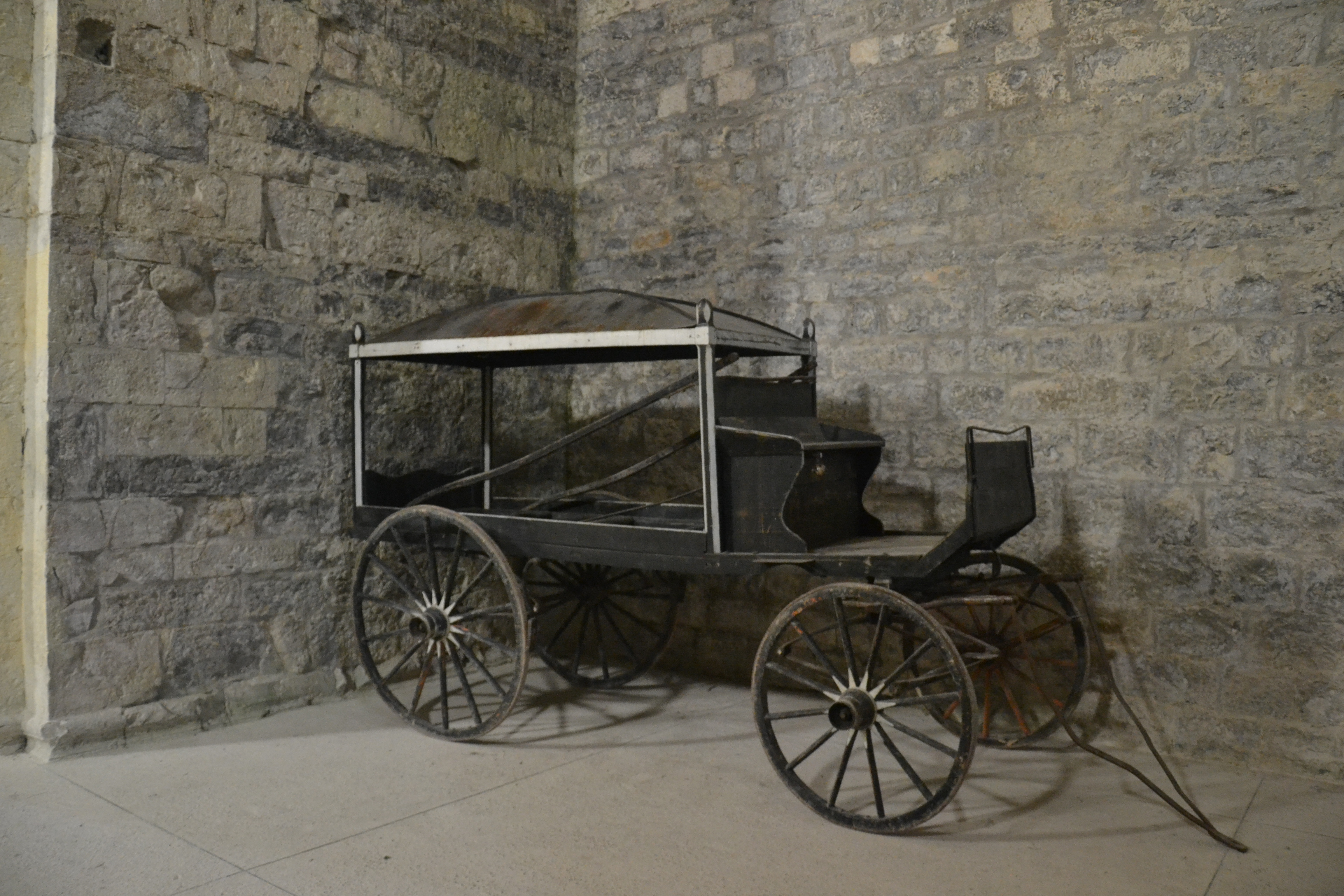
Ancien corbillard hippomobile (France)
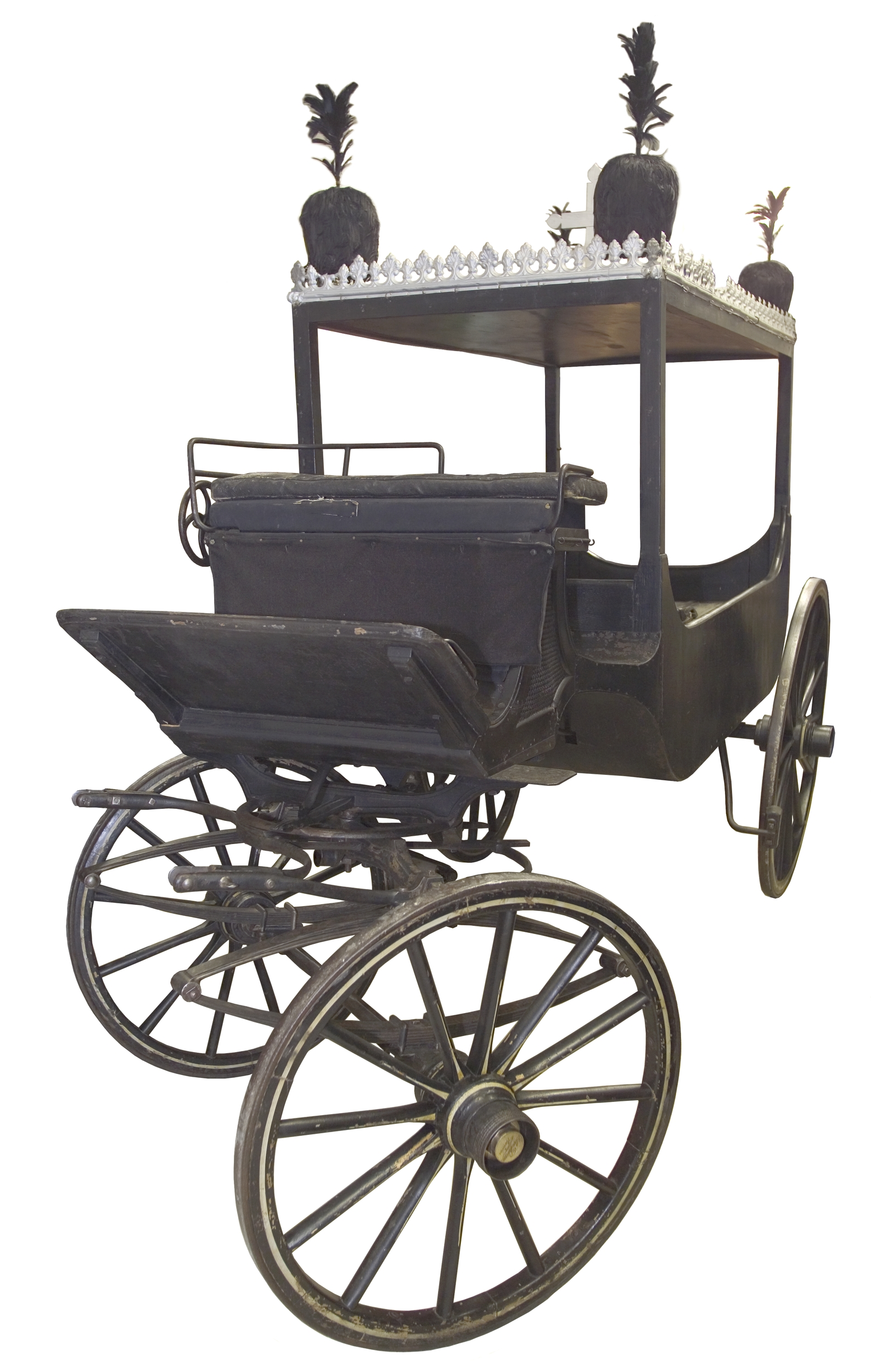
Corbillard conservé au Musée de Bretagne

## Corbillard automobile
L'usage d'un véhicule automobile remonte aux premières années du XXe siècle. Il s'est lentement généralisé.
On peut aussi voir des motos utilisées pour cet usage, avec un side-car aménagé pour le transport du cercueil.

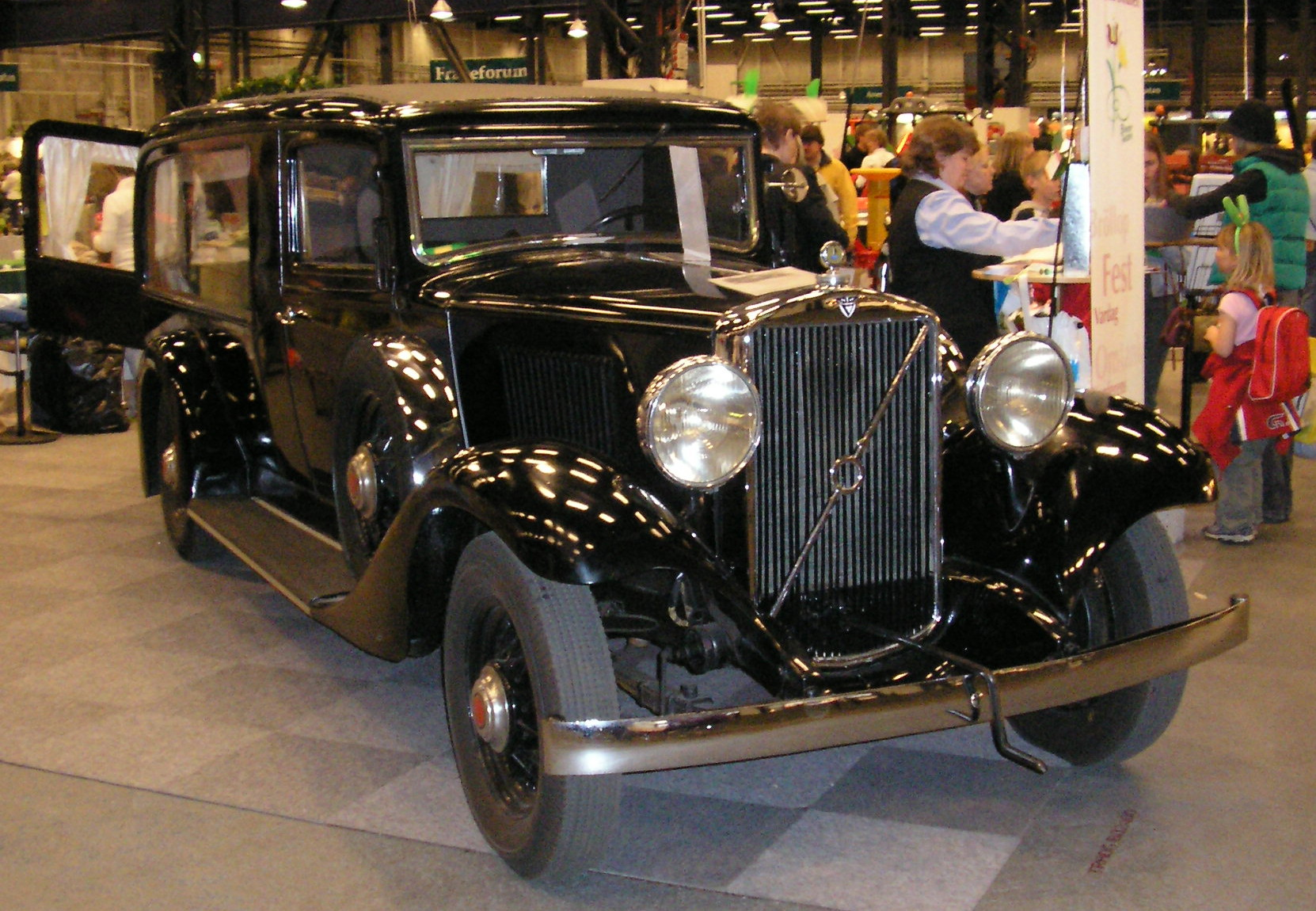
Corbillard Volvo (Suède).
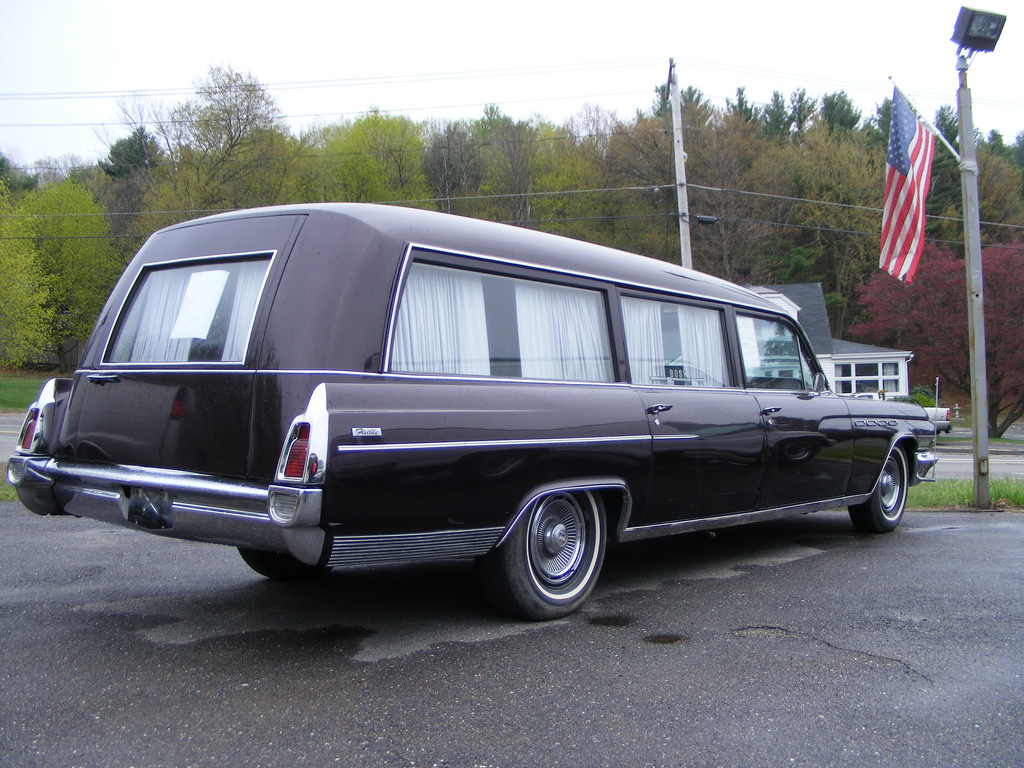
Corbillard Buick Flexible (USA).
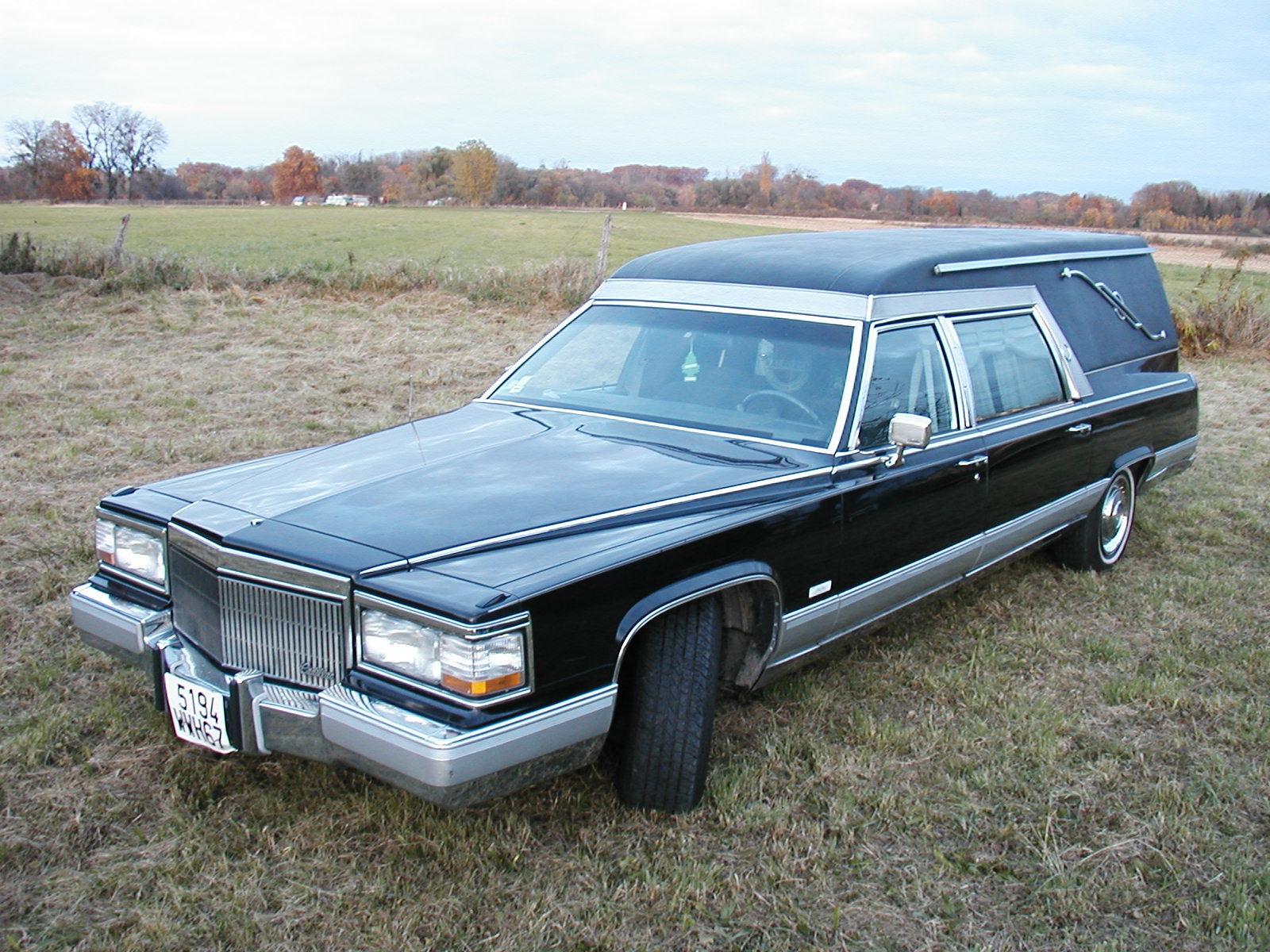
Corbillard Cadillac.
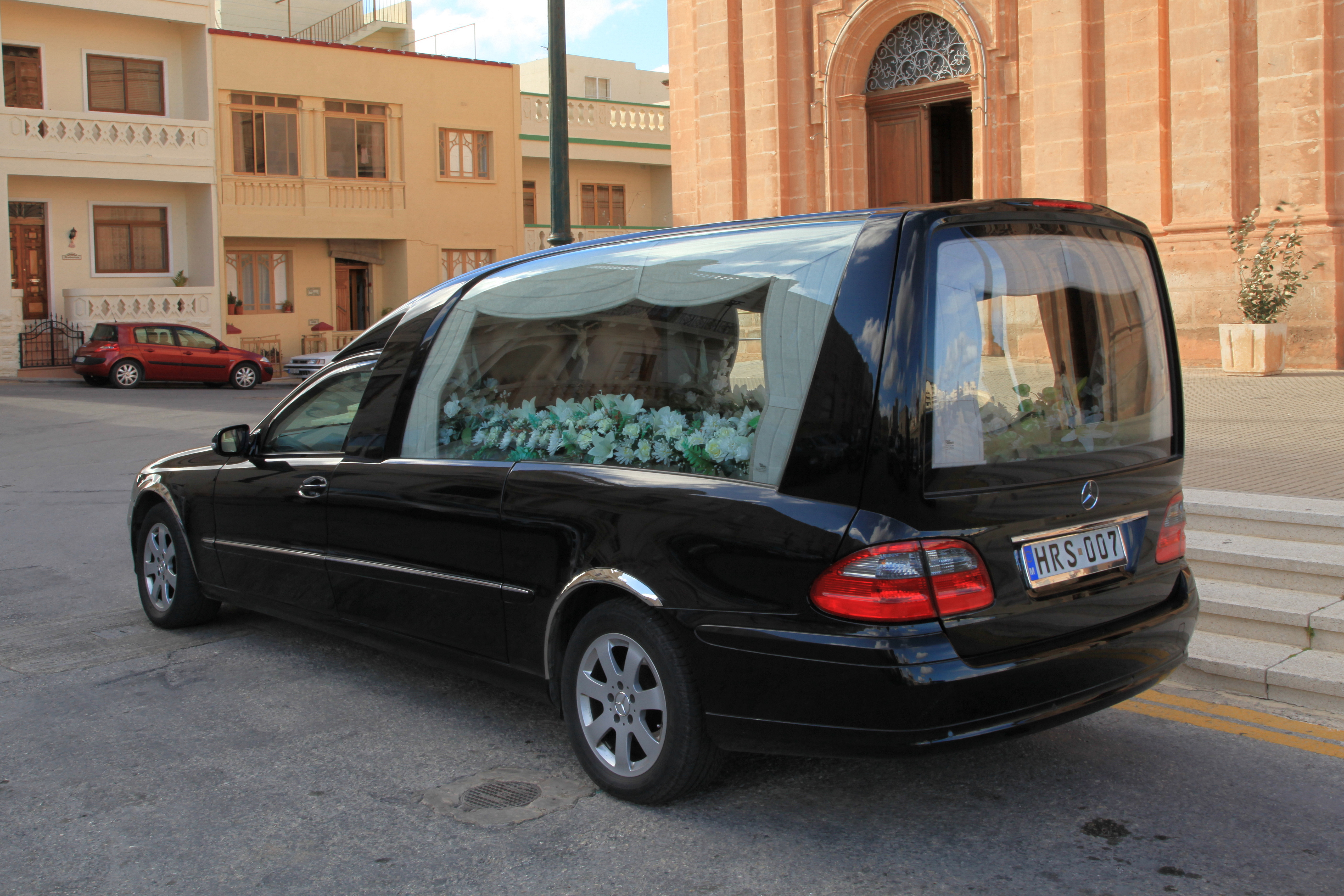
Corbillard Mercedes-Benz (Malte).
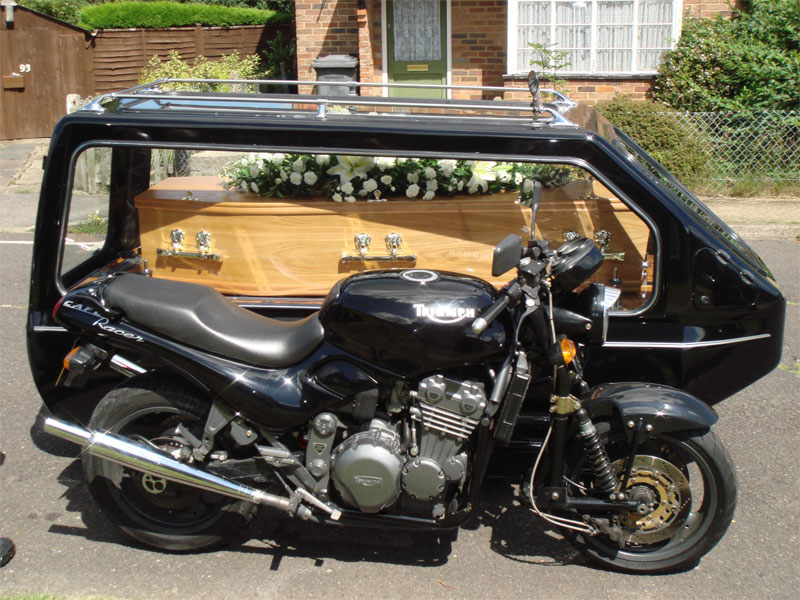
Corbillard moto et side car Triumph Café Racer (Royaume-Uni).
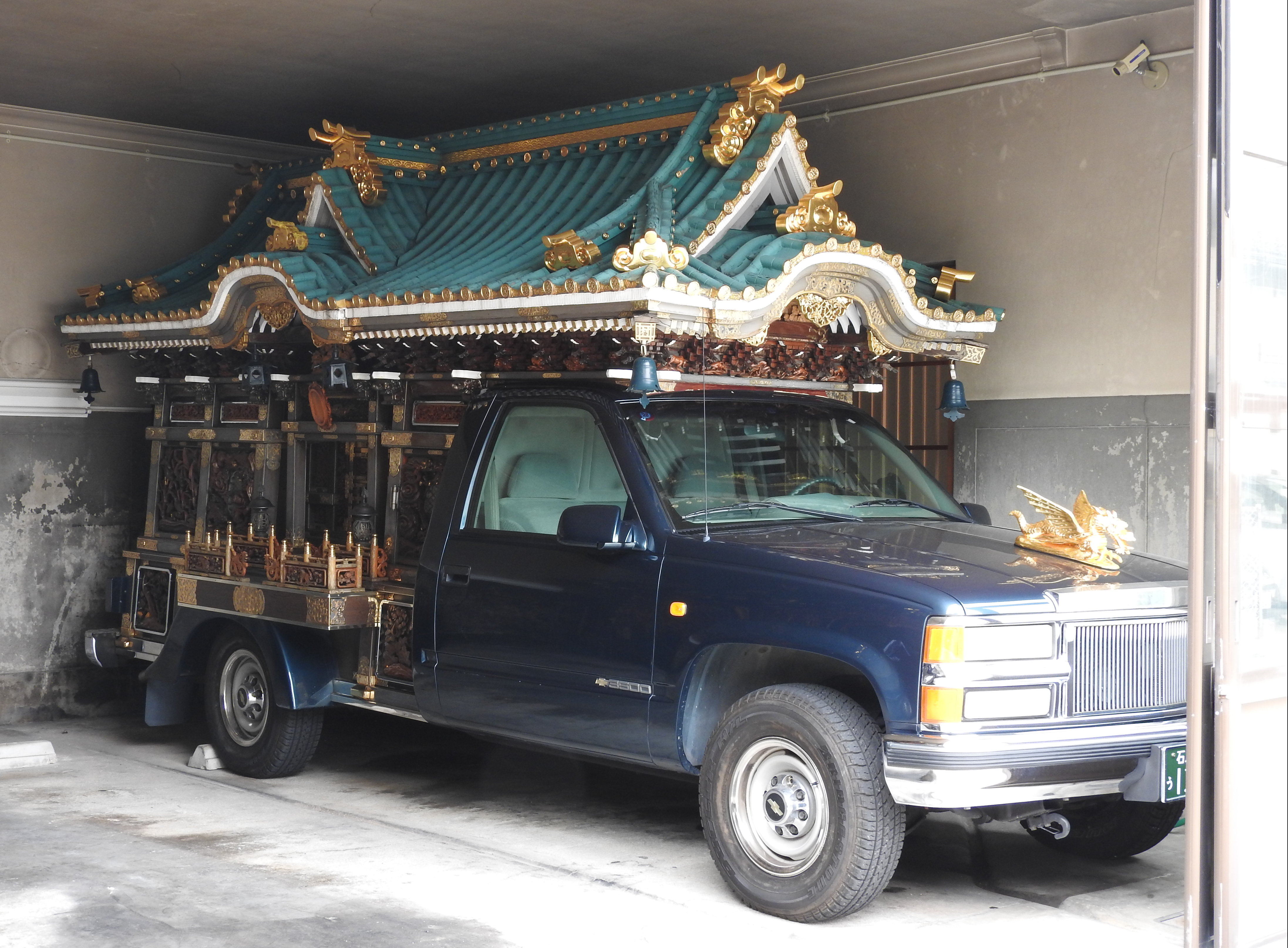
Corbillard bouddhiste (Japon).

## Funérailles militaires et nationales

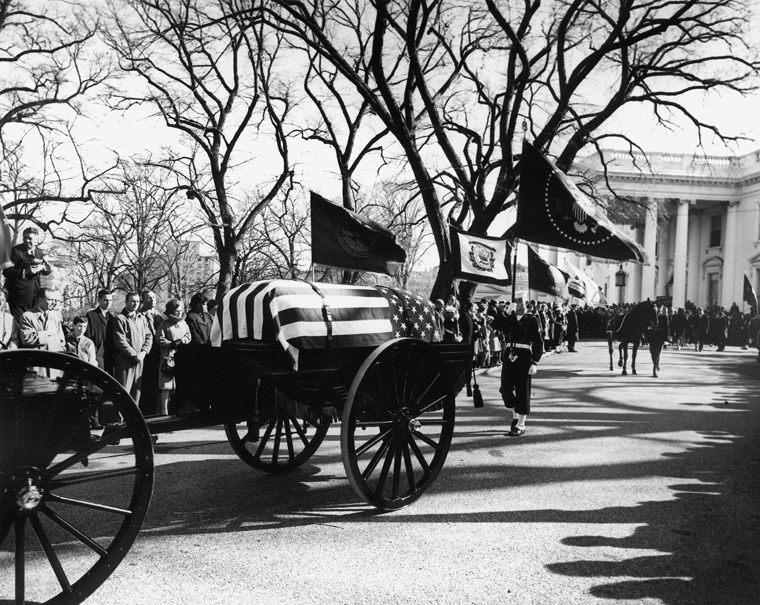
Funérailles de J. F. Kennedy, 1963 : caisson, ou prolonge d'artillerie

Dans de nombreux pays, les cercueils de militaires que l'on veut honorer, ou de hauts personnages de l'État, sont portés non dans un corbillard, mais posés sur un véhicule militaire souvent appelé « prolonge d'artillerie », qui peut être hippomobile ou automobile. Il peut s'agir d'un avant-train, d'un caisson, d'un affût de canon (avec ou sans canon), ou d'un véhicule militaire de tout type.